# Judah Friedlander
Judah Friedlander (16. ožujka 1969.) je američki filmski glumac i komičar hrvatskog i Ruski-Židovski podrijetla. Najpoznatiji je po ulozi Franka Rossitana na NBC-voj emisiji 30 Rock. Prepoznatljiv je po svojoj marci kamiondžijskih kapa, prevelikim naočalama i pojavi kakvu je zadržao u brojnim ekraniziranim ulogama.

## Životopis
Friedlander se je rodio u Gaithersburgu kao sin Arta Friedlandera i Shirley r. Sestric. Otac mu je podrijetlom ruski Židov, a mati Hrvatica iz Pittsburgha.